# Yeti Girls
Yeti Girls war eine deutsche Pop-Punk-Band aus Monheim am Rhein. Entgegen dem Band-Namen handelte es sich bei  "Yeti Girls" um eine rein männliche Besetzung.

## Geschichte
Die Band wurde im Frühjahr 1990 in Monheim am Rhein von Christian Rulfs (Gitarre) und Carsten Linder (Gesang) gegründet, wenig später stießen Frank Kroliczak (Bass) und Wendelin Auer (Schlagzeug) dazu. Ihren Proberaum hatte die Band anfangs im Rock- und Kulturclub "Sojus 7", später war die Bandzentrale in Köln.
Ihre erste Single produzierte die Band mit Lukas Hegemann in seinem Studio auf der Düsseldorfer Kiefernstraße. Veröffentlicht wurde sie vom Düsseldorfer Punklabel Wolverine Records. 1995 übernahm Harry Navratilova (Harry Hellwig) das Mikrofon. Auf der Bühne standen stets schrille Outfits, in Plüsch gehüllte Verstärker und eine liebevolle Fürsorge für ihre Fans im Vordergrund. Die ersten drei Alben der Band entstanden unter der Regie des Kölner Produzenten Paul Grau (u. a. Rausch, Fury in the Slaughterhouse) in den Heartbeat Studios. Die "Girls" hatten ihre ganz eigene Mischung aus poppigem Punk-Rock und extravagantem Stilmix. 2001 erschien das Album Five, kurz darauf löste sich die Band auf.
Bekannt wurden sie unter anderem durch ihren Song Ich würde niemals zu den Toten Hosen gehen, eine ironische Antwort auf die Melodie des Songs Bayern der Toten Hosen von deren Album Unsterblich. Der Song wurde nie offiziell veröffentlicht. Er existiert nur in Form von Presse-Promos sowie zum Download auf der Yeti-Girls-Website.
Auf dem Sampler A Tribute to Die Fantastischen Vier, der 2009 erschien, sind die Yeti-Girls mit der Coverversion Yeah Yeah Yeah vertreten.

## Diskografie

### Alben
- 1995: Squeeeze
- 1997: Kitty Train
- 1999: Spring
- 2001: Five

### Singles
- 1995: Sexyminisuperflowerpopopcolafan
- 1996: Loud enough?
- 1997: Love letter girl
- 1997: Funkgerät
- 1998: Die mag ich
- 1999: Superfreunde